# Mistrovství Evropy v judu 2000
Mistrovství Evropy se konalo v Hale Orbit ve Vratislavi, Polsko, ve dnech 18.-21. května 2000

## Program
Vyřazovací kola
- ČTV - 18.05.2000 - těžká váha (+100 kg, +78 kg) a polotěžká váha (−100 kg, −78 kg) a střední váha (−90 kg, −70 kg) a polostřední váha (−81 kg, −63 kg)
- PAT - 19.05.2000 - lehká váha (−73 kg, −57 kg) a superlehká váha (−60 kg, −48 kg) a pololehká váha (−66 kg, −52 kg) a bez rozdílu vah

Finálová kola
- SOB - 20.05.2000 - těžká váha (+100 kg, +78 kg) a polotěžká váha (−100 kg, −78 kg) a střední váha (−90 kg, −70 kg) a polostřední váha (−81 kg, −63 kg)
- NED - 21.05.2000 - lehká váha (−73 kg, −57 kg) a superlehká váha (−60 kg, −48 kg) a pololehká váha (−66 kg, −52 kg) a bez rozdílu vah

## Výsledky

### Muži
| Kategorie | Zlato                      | Stříbro                | Bronz                     | Bronz                    |
| --------- | -------------------------- | ---------------------- | ------------------------- | ------------------------ |
| −60 kg    | Elčin Ismajilov (AZE)      | Éric Despezelle (FRA)  | Cédric Taymans (BEL)      | Nestor Chergiani (GEO)   |
| −66 kg    | Patrick van Kalken (NED)   | József Csák (HUN)      | Girolamo Giovinazzo (ITA) | Georgi Georgiev (BUL)    |
| −73 kg    | Michel Almeida (POR)       | Vitalij Makarov (RUS)  | Ferrid Kheder (FRA)       | Giorgi Revazišvili (GEO) |
| −81 kg    | Sergei Aschwanden (SUI)    | Ricardo Etxarte (ESP)  | Alexej Budolin (EST)      | Robert Krawczyk (POL)    |
| −90 kg    | Adrian Croitoru (ROU)      | Mark Huizinga (NED)    | Ruslan Mašurenko (UKR)    | Rasul Salimov (AZE)      |
| −100 kg   | Jurij Sťopkin (RUS)        | Daniel Gürschner (GER) | Franz Birkfellner (AUT)   | Iveri Džikurauli (GEO)   |
| +100 kg   | Dennis van der Geest (NED) | Tamerlan Tmenov (RUS)  | Frank Möller (GER)        | Ernesto Pérez (ESP)      |

### Ženy
| Kategorie | Zlato                      | Stříbro                       | Bronz                        | Bronz                        |
| --------- | -------------------------- | ----------------------------- | ---------------------------- | ---------------------------- |
| −48 kg    | Laura Moiseová (ROU)       | Ljubov Bruletovová (RUS)      | Julija Matijasová (GER)      | Sarah Nichilo-Rossová (FRA)  |
| −52 kg    | Laëtitia Tignolaová (FRA)  | Georgina Singletonová (GBR)   | Deborah Gravenstijnová (NED) | Ioana Dineaová (ROU)         |
| −57 kg    | Barbara Harelová (FRA)     | Pernilla Anderssonová (SWE)   | Jessica Galová (NED)         | Michaela Vernerová (CZE)     |
| −63 kg    | Gella Vandecaveyeová (BEL) | Séverine Vandenhendeová (FRA) | Anna Sarajevová (RUS)        | Sara Álvarezová (ESP)        |
| −70 kg    | Úrsula Martínová (ESP)     | Kate Howeyová (GBR)           | Ulla Werbroucková (BEL)      | Ylenia Scapinová (ITA)       |
| −78 kg    | Céline Lebrunová (FRA)     | Chloe Cowenová (GBR)          | Uta Kühnenová (GER)          | Anastasija Matrosovová (UKR) |
| +78 kg    | Karina Bryantová (GBR)     | Irina Rodinová (RUS)          | Johanna Hagnová (GER)        | Christine Cicotová (FRA)     |